# Ан Сенклер
Ан Сенкле́р (на френски: Anne Sinclair), родена като Ан-Елиз Шварц (Anne-Elise Schwartz), е френска телевизионна и радиоводеща. Тя е сред най-популярните водещи на политически предавания.

## Биография
Нейните родители са френски евреи, женени отпреди Втората световна война, избягали в САЩ от нацистките преследвания на евреи след нахлуването на германците във Франция (1940). Баща ѝ е Жозеф-Робер Шварц (Joseph-Robert Schwartz, променил фимилното си име на Сенклер през 1949 г.), а майка ѝ е Мишлин Нанет Розенберг (Micheline Nanette Rosenberg), внучка на Пол Розенберг, който е сред най-известните френски банкери. С малката Ан семейството се завръща във Франция през 1951 г.
Ан Сенклер учи в престижното частно училище Кур Атме (Cours Hattemer) в Париж, след което следва политология в елитния Институт за политически изследвания в Париж (известен като Sciences Po).
Журналистическата си кариера започва като водеща във френското радио Европа 1. Между 1984 и 1997 г. води телевизионното токшоу „7/7“, излъчвано всяка седмица в неделя вечерта по TF1 – най-големия частен телевизионен канал в Европа. Посветено на политически теми, то е сред най-гледаните публицистични предавания и с най-голяма аудитория във Франция. Посредством предаването си тя се нарежда сред най-известните френски журналисти, взела през тези години над 500 интервюта в продължение на повече от 13 години като водеща на токшоуто. Предаването на Ан Сенклер често е сравнявано с предаванията на Лари Кинг на живо и на Чарли Роуз в САЩ.
Сред интервюираните от Ан Сенклер са Франсоа Митеран и Никола Саркози, Бил Клинтън, Михаил Горбачов, Шимон Перес, Фелипе Гонсалес, Хелмут Кол, Герхард Шрьодер, Хилъри Клинтън, принц Чарлз и др. Въпреки че токшоуто е с политическа насоченост, сред нейните гости в предаването са и други известни личности като Мадона, Шарън Стоун, Пол Маккартни, Уди Алън, Джордж Сорос, Джони Холидей, Ален Делон, Ив Монтан, Симон Синьоре, Бернар-Анри Леви, и Ели Визел.
През 1997 г. напуска работата си в токшоуто, за да избегне конфликт на интереси, когато съпругът ѝ Доминик Строс-Кан става министър на финансите на Франция. След като напуска работата си, тя създава през 2008 г. свой блог (твърде модерна форма за въздействие върху общественото мнение), коментирайки ежедневно политиката на САЩ и други международни политически новини. Блогът на Ан Сенклер е определян като един от най-добрите 12 политически френски блога. След 2008 г. работи и върху своя книга, посветена на политическия живот в САЩ.
Сенклер е носителка на редица награди по журналистика, френски еквивалент на наградите „Еми“. Носителка е на Ордена на Почетния легион (2015).

## Личен живот
Първият ѝ брак е с френския журналист от унгарско-еврейски произход Иван Леви (р. 1937), с когото имат 2 сина.
Първият ѝ брак (1991 – 2013) е с политика Доминик Строс-Кан, финансов министър (1997 – 1999) и управляващ директор на Международния валутен фонд (2007 – 2011). От 2008 г. живее във Вашингтон с него; обявява, че го е напуснала през 2012 г.
След това живее с френския историк Пиер Нора.